# Randy Bass
Randy William Bass (* 13. März 1954 in Lawton, Oklahoma) ist ein ehemaliger US-amerikanischer Baseballspieler der US-Profiliga MLB und der japanischen Profiliga Nippon Professional Baseball. Seine Feldposition war First Baseman. Mit den Hanshin Tigers gewann er 1985 die japanische Meisterschaft und gewann 1985 und 1986 den Triple Crown. Derzeit ist Bass Mitglied des Senats von Oklahoma für die Demokratische Partei.

## Karriere
Im MLB-Draft von 1972 wurde Bass von den Minnesota Twins verpflichtet, wo er 1977 debütierte. Dort weder dort, noch später bei den Kansas City Royals, den San Diego Padres noch den Texas Rangers setzte er sich durch, so dass er 1982 die MLB verließ. In sechs Jahren hatte er lediglich 130 Spiele gemacht.
Bass ging nach Japan zu den Hanshin Tigers, wo er Ba-Su genannt wurde. Dort etablierte er sich überraschend als Leistungsträger und nutzte u. a. aus, dass japanische Basebälle fester genäht und somit beim Schlag anders „wegtitschen“ als amerikanische. Er durchbrach die 200-Home-Run-Grenze schneller als jeder andere NPB-Spieler vor ihm. 1985 schlug Bass 54 Home Runs, lediglich einen weniger als der ewige NPB-Home-Run-Rekord (Details s. u.), gewann den Triple Crown für Infielder (.350, 54 Home Runs, 134 Runs Batted In) und holte mit den Tigers die japanische Meisterschaft. Im selben Jahr wurde er als erster Nicht-Asiate zu Japans „Sportler des Jahres“ geehrt. 1986 erreichte Bass einen Schlagdurchschnitt von .389, was ewiger NPB-Rekord ist. Seine 47 Home Runs und 109 RBIs bedeuteten wieder den Triple Crown. Obwohl die Tigers wegen mäßigem Management keine Erfolge mehr holten, hält Bass bis heute acht NPB-Rekorde. In Hanshin wurde Bass ein Publikumsliebling, und für „Basu“ prägte sich der Slogan "Kami-sama, Hotoke-sama, Basu-sama" (Gott, Buddha, Bass) ein.
Nach seiner Karriere als Sportler stieg Bass für die Demokraten in die Politik ein. 2004 wurde er in den Senat von Oklahoma gewählt und 2006 bestätigt. Des Weiteren tritt er für die Pflege der japanisch-amerikanischen Beziehungen ein.

## Der Fluch von Colonel Sanders
Bass ist indirekt für einen kuriosen „Fluch“ verantwortlich, mit dem Tigers-Fans die seit 1985 andauernde sportliche Pleite erklären. In Hanshin ist es Sitte, dass nach einem großen Tigers-Erfolg (z. B. Einzug in die Endrunde) die Tigers-Spieler einzeln aufgerufen werden und ein Fan, der wie der jeweilige Spieler aussieht, in den Dotonbori-Fluss springt. Bei der Meisterschaftsfeier 1985 fand dieses Ritual wieder statt. Da bei Bass kein Tigers-Fan dem gaijin (Ausländer) ähnlich genug sah, stahl man kurzerhand eine Statue von Kentucky-Fried-Chicken-Gründer Colonel Harland D. Sanders aus einem nahegelegenen KFC-Restaurant und warf ihn in den Fluss. Als die Tigers danach auf keinen grünen Zweig mehr kamen, wurde es als „Rache“ der versenkten Statue interpretiert, und hierfür bürgerte sich der Name „Der Fluch von Colonel Sanders“ ein. 2009 wurde die Statue endlich aus dem Dotonbori gezogen. KFC plant, die Statue den Tigers zu schenken.

## Home-Run-Kontroverse 1985
Bass war in der Meisterschaftssaison 1985 auf dem besten Wege, den ewigen Saison-Home-Run-Rekord der japanischen Baseball-Legende Sadaharu Oh zu brechen. Vor dem letzten Spiel der regulären Saison gegen die Yomiuri Giants stand er auf 54, einen weniger als die 55 von Oh. Doch anstelle normal auf Bass zu werfen, warfen die Giants-Pitcher viermal in Folge absichtlich daneben (intentional walk), so dass Bass zwar immer die 1. Base erreichte, aber keine Chance für einen Home Run bekam. Auf diese Weise sollte der „heilige“ Rekord von Oh beschützt werden, der selbst ein ehemaliger Giants-Spieler war. Bass erzählte später, dass er seitdem „jede Menge Respekt“ vor Oh verloren habe.

## Privatleben
Bass ist mit seiner Ehefrau Kelley verheiratet und hat mit ihr einen Sohn, zwei Töchter und vier Enkel. In seiner Freizeit spielt er viel Golf. Als er fünf Jahre alt war, brach sich Bass bei einem Bootsunfall beide Beine und wurde ein halbes Jahr eingegipst. Dass er überhaupt wieder gehen lernte, geschweige denn ein professioneller Sportler wurde, hält seine Familie für das größte Wunder.